# Homole u Panny
Homole u Panny, bis 1991 Homole (deutsch Hummel) ist eine Gemeinde in Tschechien. Sie liegt zwölf Kilometer südöstlich von Ústí nad Labem und gehört zum Okres Ústí nad Labem.

## Geographie
Homole u Panny befindet sich im rechtselbischen Teil des Böhmischen Mittelgebirges in der Talmulde des Baches Homolský potok. Nördlich erheben sich die Kamenná hora (601 m) und der Pláň (596 m), im Süden die Smetánka (491 m) und Panna (593 m), südwestlich der Zadní vrch (533 m) sowie im Nordwesten der Magnetovec (520 m).
Nachbarorte sind Nová Ves u Pláně, Pláň und Liškov im Norden, Bláhov im Nordosten, Doubravice im Osten, Haslice im Südosten, Řepčice und Všeradiště im Süden, Řetouň im Südwesten, Lhota pod Pannou im Westen sowie Suletice im Nordwesten.

## Geschichte
Die erste schriftliche Erwähnung des Dorfes Hrzibogedy erfolgte im Jahre 1407 in einer Urkunde des Klosters Liebeschitz. Es wird angenommen, dass das Dorf 300 Jahre früher entstand und lange Zeit eine Kolonie von Tauberwitz war.

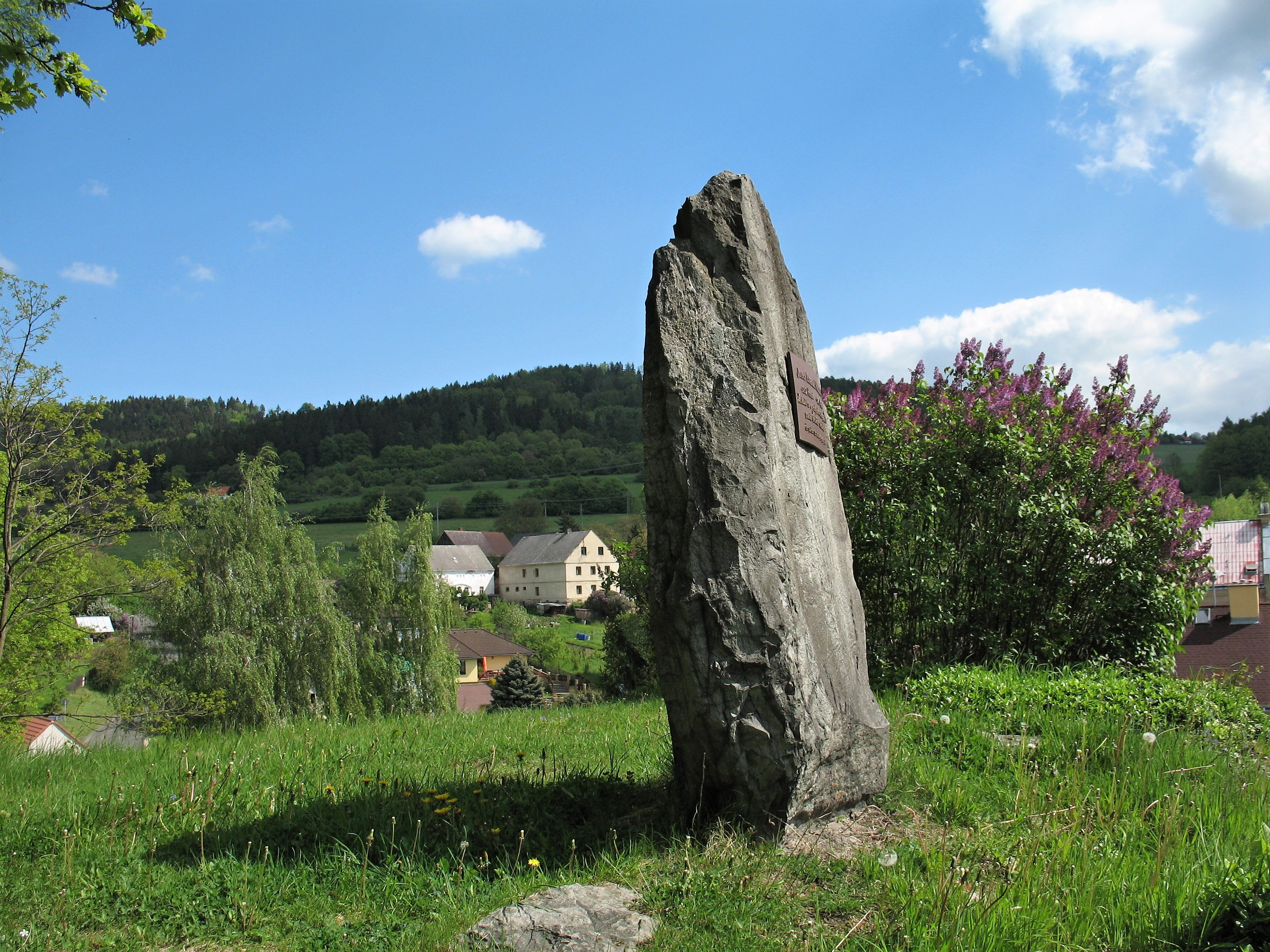
Josef-Emanuel-Hibsch-Denkmal

In der ersten Hälfte des 15. Jahrhunderts wurde Hřibojedy zusammen mit Lhota durch Kaiser Sigismund an Hynko von Waldstein verpfändet. Später verlor sich der Name Hřibojedy (wo man Pilze isst) und der Ort wurde als Hummel bezeichnet. 1534 erwarb Karl Dubanský von Duban das Dorf, ihm folgte sein Sohn Ulrich. Nach dessen Tode wurde 1574 Jaroslav Kostomlatský von Vřesovice Besitzer von Tauberwitz, Haßlitz und Hummel. 1630 erhielt der Leitmeritzer Dominikanerorden die Güter und blieb bis zur Mitte des 19. Jahrhunderts Grundherr.

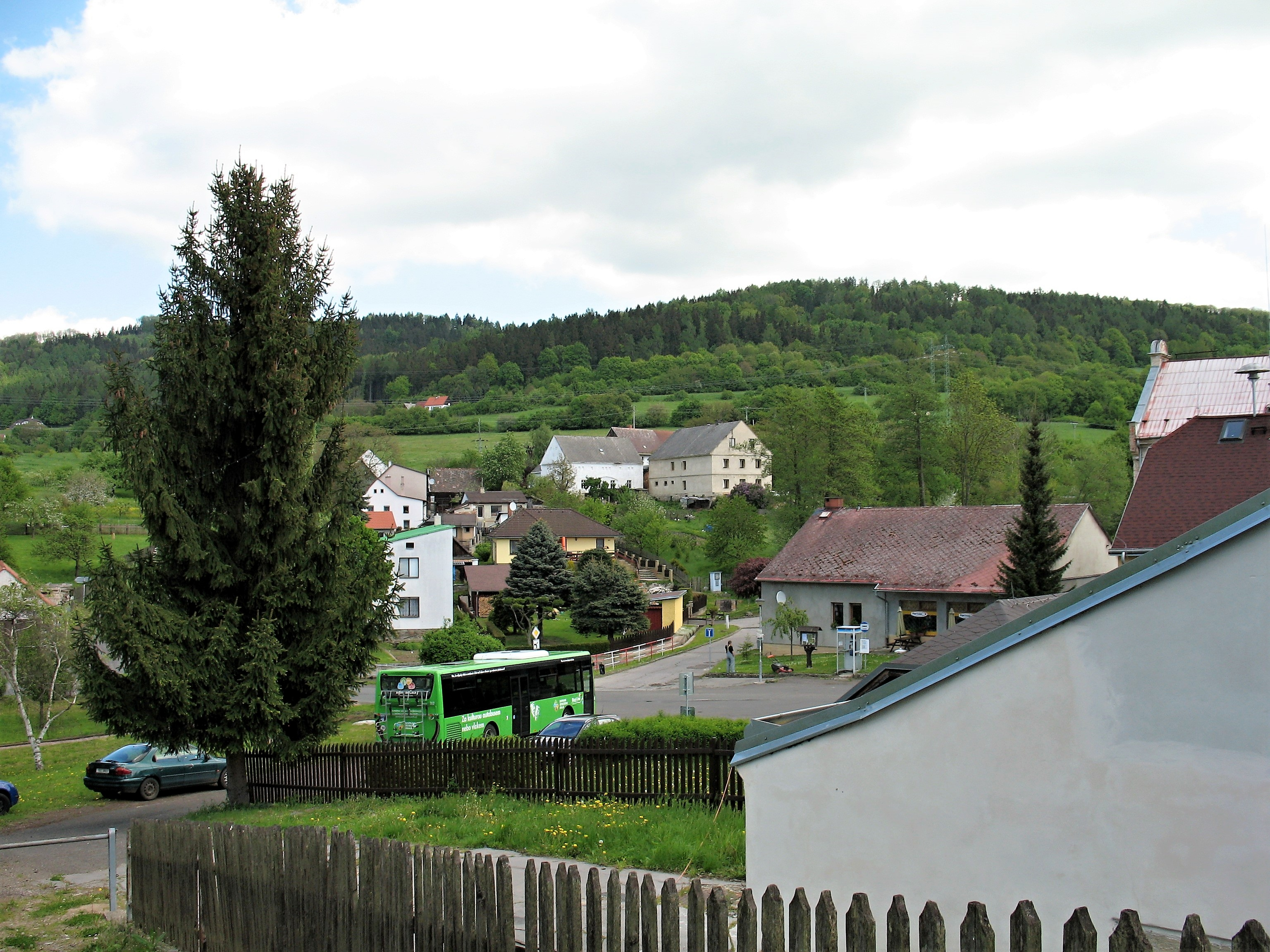
Homole u Panny

Nach der Aufhebung der Patrimonialherrschaften bildete Hummel / Homole ab 1850 einen Ortsteil der politischen Gemeinde Tauberwitz in der Bezirkshauptmannschaft Leitmeritz. Nach dem Münchner Abkommen wurde das Dorf 1938 dem Deutschen Reich zugeschlagen und gehörte bis 1945 zum Landkreis Leitmeritz. 1945 kam Homole zur Tschechoslowakei zurück, die deutschen Bewohner wurden vertrieben. Mit Beginn des Jahres 1961 entstand die Gemeinde Homole, die dem Okres Ústí nad Labem zugeordnet wurde. Zugleich wurden Babiny II (mit Nová Ves u Pláně und Pláň), Bláhov (mit Liškov), Doubravice (mit Haslice), Lhota pod Pannou (mit Dolní Lhota) und Suletice (mit Byňov) angeschlossen. Zwischen 1980 und 1990 war Homole nach Velké Březno eingemeindet. 1990 entstand die Gemeinde Homole, die sich am 23. September 1991 den Namen Homole u Panny gab.

## Wappen
Beschreibung: Über einen grünen aufgebogenen Schildfuß eine gerade silberne Spitze in Blau begleitet von zwei  silbernen Fünfblättern mit goldenem Butzen. Ein Pilz mit braunem Hut steht auf dem Schildfuß.

## Gemeindegliederung
Die Gemeinde Homole u Panny besteht aus den Ortsteilen Babiny II (Babina II), Bláhov (Plahow), Byňov (Binowe), Doubravice (Tauberwitz), Haslice (Haßlitz), Homole u Panny (Hummel), Lhota pod Pannou (Deutsch Welhotta), Nová Ves u Pláně (Neudörfel) und Suletice (Sulotitz). Grundsiedlungseinheiten sind Bláhov, Byňov, Doubravice, Haslice, Homole u Panny, Lhota pod Pannou, Nová Ves u Pláně und Suletice. Zu Homole u Panny gehören außerdem die Ansiedlungen Dolní Lhota (Welhota), Jivina (Gebina), Jankův Mlýn (Jankenmühle), Liškov (Lischken) und Pláň (Plan).
Das Gemeindegebiet gliedert sich in die Katastralbezirke Babiny II, Bláhov, Homole u Panny, Lhota pod Pannou und Suletice.

## Sehenswürdigkeiten
- Kirche des hl. Pius V., errichtet 1787 anstelle einer Kapelle
- Wassermühle
- Josef Emanuel Hibsch-Museum
- Kapelle Jakobus des Älteren in Doubravice, errichtet in der Mitte des 19. Jahrhunderts
- Kapelle in Bláhov, geweiht 1865

## Söhne und Töchter der Gemeinde
- Josef Emanuel Hibsch (1852–1940), österreichischer Geologe